# Улица Чапаева (Санкт-Петербург)

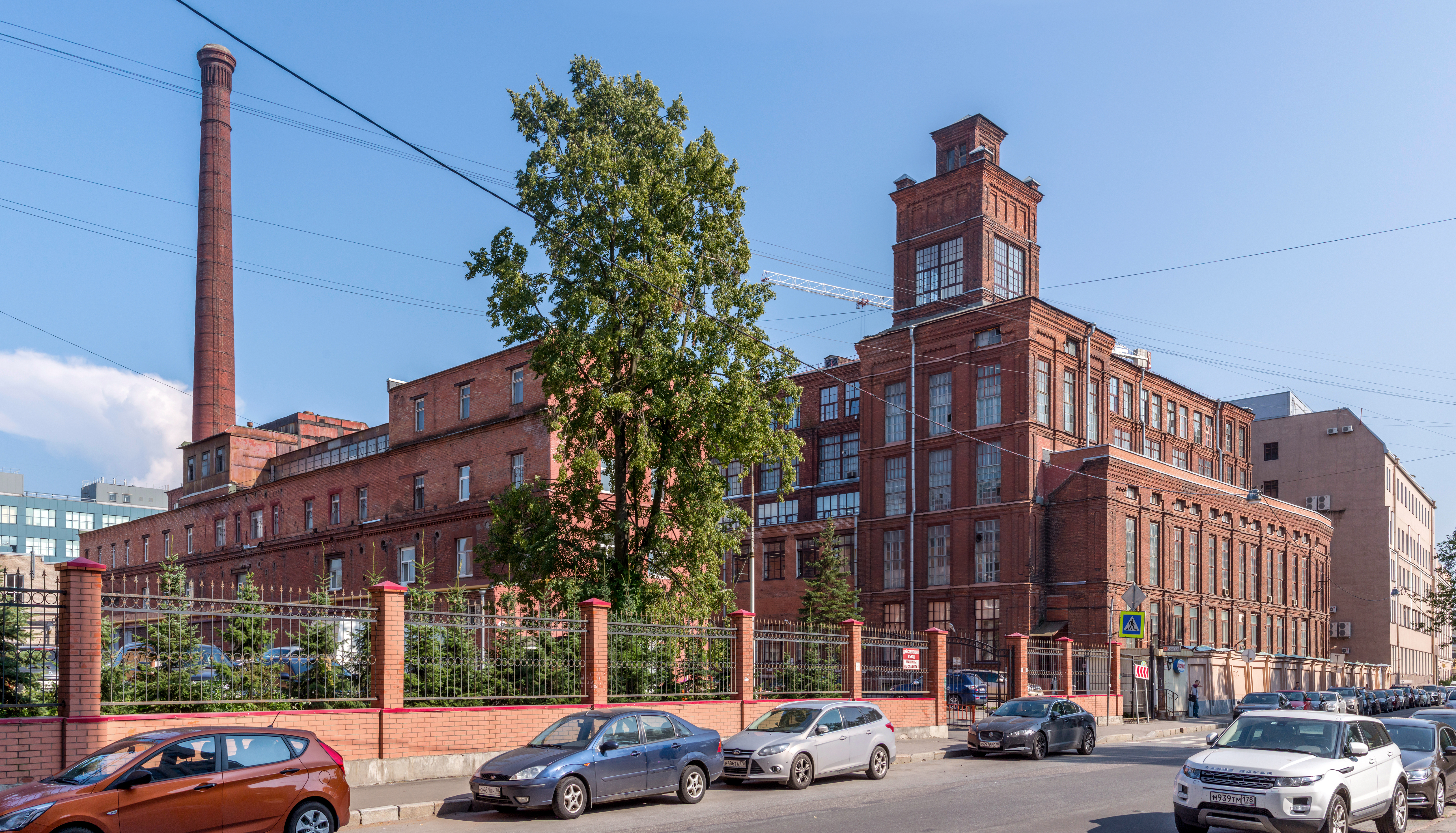
Здание бывшей бумагопрядильной мануфактуры «Джеймс Бек»

У́лица Чапа́ева — улица в Петроградском районе Санкт-Петербурга. Проходит от улицы Куйбышева до улицы Рентгена и Петроградской набережной.

## История переименований
- С 1760 года — Малая Дворянская улица
- С 1798 по 1822 годы — Вульфов переулок
- С 1828 года — Большая Вульфова улица
- С 15 декабря 1952 года — улица Чапаева

## Достопримечательности
Дом 15 — здание фабрики К. Кирштена (1856—1857, архитектор Р. Б. Бернгард). Далее Фортепианная фабрика «К. М. Шрёдер» (1875—1918), Фабрика музыкальных инструментов имени А. В. Луначарского (1926—1993). В настоящее время это здание принадлежит сети бизнес-центров «Сенатор».
Дом 28 — бывший госпиталь Лейб-гвардии гренадерского полка в составе комплекса казарм (арх. Луиджи Руска, 1805—1809). По соседству расположены и другие здания комплекса: дом 30а на пересечении с улицей Рентгена; Казарменный переулок, дом 1—3 (конюшни); Петроградская набережная, дом 44.
Дом 30 — НИИ кораблестроения и вооружения.